# Лањаско
Лањаско је насеље у Италији у округу Кунео, региону Пијемонт.
Према процени из 2011. у насељу је живело 1083 становника. Насеље се налази на надморској висини од 352 м.

## Становништво
| 1951. | 1961. | 1971. | 1981. | 1991. | 2001. | 2011. |
| ----- | ----- | ----- | ----- | ----- | ----- | ----- |
| 1.726 | 1.475 | 1.486 | 1.430 | 1.341 | 1.291 | 1.405 |